# Sankt Georgen am Kreischberg
Sankt Georgen am Kreischberg é um município da Áustria, situado no distrito de Murau, no estado da Estíria. Tem 111,78 km² de área e sua população em 2019 foi estimada em 1.765 habitantes.
A cidade foi fundada como parte da reforma municipal da Estíria, realizada no final de 2014, a partir da fusão dos antigos municípios independentes de Sankt Georgen ob Murau e Sankt Ruprecht-Falkendorf.